# Fostat
Fostat (en arabe : الفسطاط), aussi appelée Fustat ou al-Fustat fut la première capitale arabe de l'Égypte. La ville est fondée par le général Amr Ibn al-As à la suite de la conquête de l'Égypte par les Arabes en 641. C'est là que la première mosquée du pays et de l'Afrique est bâtie. La ville-camp de Fostat est fondée sur l'emplacement d'une ancienne forteresse byzantine, appelée Babylone.
Fostat est aux temps des dynasties omeyyades (661-750) et abbassides (750-1050) un camp fortifié, un misr (Misr al-Fustat ou Fustat-Misr). Elle connaît son apogée au XIIe siècle avec une population d'environ 200 000 habitants. La ville est le centre du pouvoir administratif de l'Égypte jusqu'en 1168, lorsqu'elle est incendiée par son propre vizir, Shawar, qui veut empêcher les croisés de piller ses richesses. Ce qui subsiste de la ville est alors incorporé au Caire voisin. Entre le XIIIe et le XVe siècle, les mamelouks font de l'endroit une simple décharge, bien qu'une population de quelques milliers d'habitants continuât d'y vivre par le commerce de poteries.
De nos jours, Fostat fait partie du Vieux-Caire. Peu de bâtiments de l'époque médiévale subsistent, mais de nombreuses fouilles archéologiques sont entreprises. Beaucoup d'objets découverts sur le site sont exposés au Musée islamique du Caire.
Fostat est par ailleurs le lieu où meurt le célèbre Maïmonide (rabbin andalou né à Cordoue vers 1135 et mort au Vieux Caire en 1204, chassé d’Espagne par les Almohades).
Des manuscrits hébraïques précieux pour l'histoire juive sont trouvés dans une guéniza de la Synagogue de Fostat.

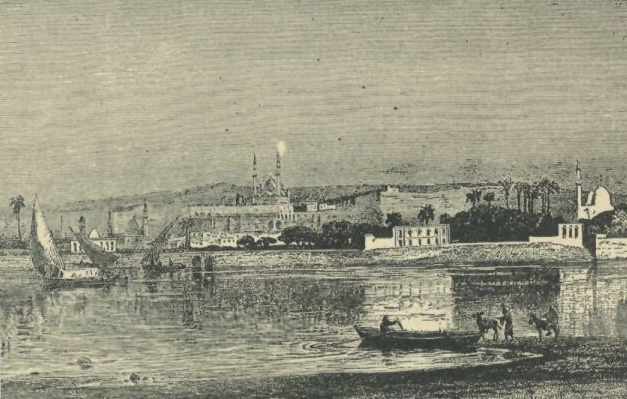
Fostat, v. 1903-1906.

## Bibliographie

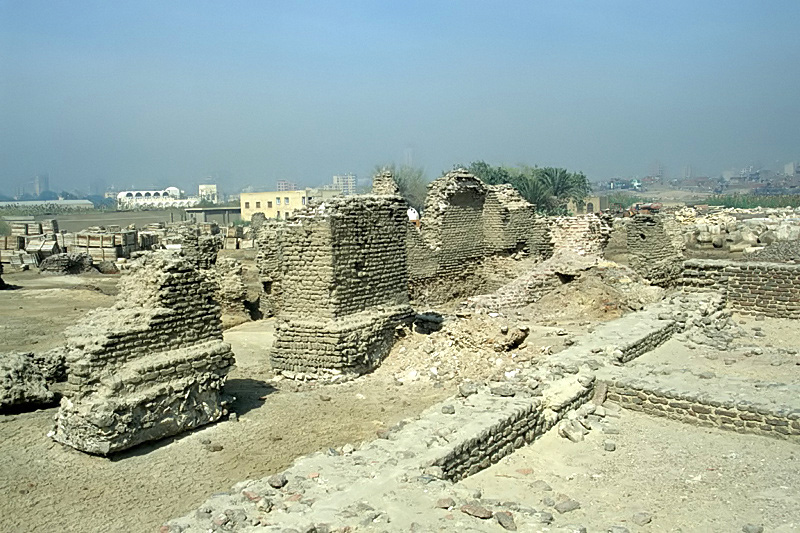
Ruines de l'ancienne Fostat.